# Юлихер, Адольф
Адольф Юлихер (нем. Adolf Jülicher; 26 января 1857 года, Фалькенберг — 2 августа 1938 года, Марбург) — немецкий теолог и библеист либерального направления.

## Биография
Адольф Юлихер родился и вырос в набожной семье. Его отец — школьный учитель Фридрих Юлихер был пиетистом. Образование Адольф сперва получал в Берлинском университете, где его учителями были Август Дилльман, Отто Пфляйдерер и Бернхард Вайс. В 1880 году защитил в Галльском университете диссертацию по Ветхому Завету.
После окончания университета работал пастором в Руммельсбурге. Одновременно с этим Юлихер написал диссертацию о притчах Иисуса Христа, которую защитил на богословском факультете Берлинского университета, после чего получил степень лиценциата теологии, что позволило ему заниматься преподавательской деятельностью. В 1887 году стал профессором церковной истории в Берлине, где написал труд на данную тему. В 1888 году Юлихер был назначен на должность доцента в университете Марбурга, в 1889 году стал профессором Нового Завета и церковной истории.
Юлихер явился ярким представителем историко-критического подхода к исследованию Библии. В последующие годы он написал большое количество трудов, одним из наиболее известных из которых является «Павел и Иисус», где учёный отстаивал точку зрения, что именно благодаря Павлу «простое учение Иисуса» превратилось в мировую религию. В 1923 году он вышел в отставку, но несмотря на надвигающую слепоту неустанно работал.

## Труды
- Die Quellen von Exodus I—VII,7 (Diss. phil.), Halle 1880;
- Die Gleichnisreden Jesu:
  - Band 1, Freiburg 1886 (Neuauflagen 1888, 1899; Nachdrucke 1910, 1963, 1969, 1976)
  - Band 2, Freiburg 1899 (Nachdrucke wie Bd. 1)
- Einleitung in das Neue Testament. Freiburg 1894 (Neuauflagen 1901, 1906, 1913, 1919, 1921, 1931 (neubearb. in Verbindung mit Erich Fascher); engl. Übers. 1904).
- Neue Linen in der Kritik der evangelischen Uberlieferung. Alfred Töpelmann, Gießen 1906.
- Die Religion Jesu und die Anfänge des Christentums bis zum Nicaenum. 2., stark verm. und berb. Aufl. Teubner, Leipzig 1909.
- mit Julius Holtzmann und Walter Bauer: Lehrbuch der neutestamentlichen Theologie. 2. neu bearb. Aufl. Mohr, Tübingen 1911.
- als Herausgeber: Vincenz von Lerinum: Commonitorium pro catholicae fidei antiquitate et universitate adversus profanas omnium haereticorum noviates. Hrsg. von Adolf Jülicher. 2. durchges. Aufl. Unveränd. Nachdr. d. Ausg. Tübingen 1925. Minerva, Frankfurt 1968.
- als Herausgeber: Itala. Das Neue Testament in altlateinischer Überlieferung nach den Handschriften. 4 Bände. Durchgesehen und zum Druck besorgt von Walter Matzkow und Kurt Aland. 1938ff.; 2., verb. Aufl. de Gruyter, Berlin 1970.